# Solenysa circularis
Solenysa circularis är en spindelart som beskrevs av Gao, Zhu och Yu-hua Sha 1993. Solenysa circularis ingår i släktet Solenysa och familjen täckvävarspindlar. Inga underarter finns listade i Catalogue of Life.